# Leichtathletik-Weltmeisterschaften 1987/800 m der Frauen

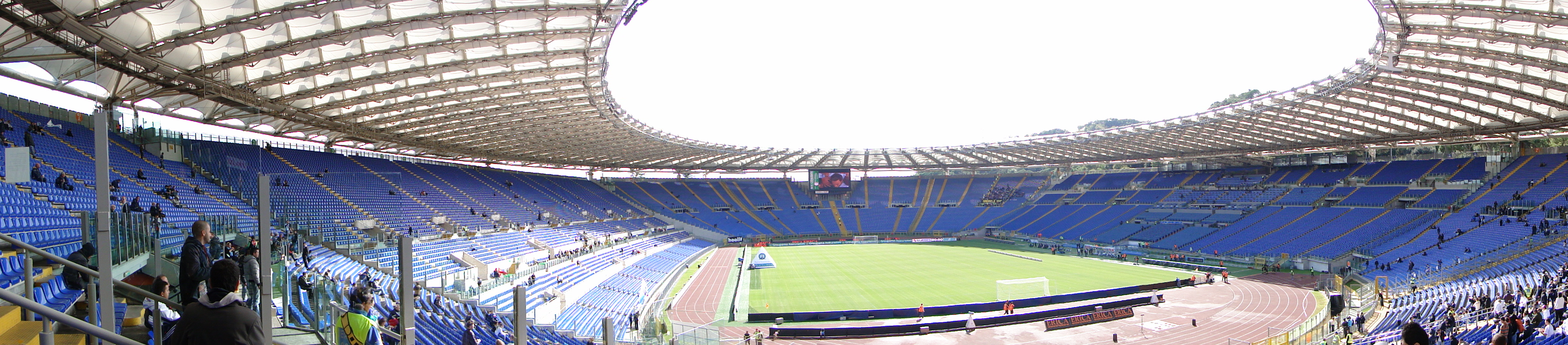
Das Olympiastadion in Rom

Der 800-Meter-Lauf der Frauen bei den Leichtathletik-Weltmeisterschaften 1987 wurde vom 29. bis 31. August 1987 im Olympiastadion der italienischen Hauptstadt Rom ausgetragen.
Die Mittelstrecklerinnen der DDR errangen in diesem Wettbewerb einen Doppelsieg. Weltmeisterin wurde die Vizeeuropameisterin von 1986 Sigrun Wodars. Sie gewann vor Christine Wachtel. Bronze ging an Ljubow Gurina aus der Sowjetunion, die schon bei den Weltmeisterschaften 1983 sowie den Europameisterschaften 1986 jeweils Dritte geworden war.

## Bestehende Rekorde
| Weltrekord               | 1:53,28 min | Jarmila Kratochvílová | München, BR Deutschland       | 26. Juli 1983  |
| Weltmeisterschaftsrekord | 1:54,68 min | Jarmila Kratochvílová | WM 1983 in Helsinki, Finnland | 9. August 1983 |

- Der bestehende WM-Rekord wurde bei diesen Weltmeisterschaften nicht eingestellt und nicht verbessert.
- Zwei Rekorde wurden im Finale am 31. August aufgestellt:
  - 1:55,26 min – Landesrekord für die DDR: Sigrun Wodars (Platz eins)
  - 1:55,84 min – Amerikarekord: Ana Fidelia Quirot, Kuba (Platz vier)

## Vorrunde
30. August 1987
Die Vorrunde wurde in vier Läufen durchgeführt. Die ersten drei Athletinnen pro Lauf – hellblau unterlegt – sowie die darüber hinaus vier zeitschnellsten Läuferinnen – hellgrün unterlegt – qualifizierten sich für das Viertelfinale.

### Vorlauf 1
| Platz | Name                         | Nation                | Zeit (min) |
| ----- | ---------------------------- | --------------------- | ---------- |
| 1     | Slobodanka Čolović           | Jugoslawien           | 2:02,54    |
| 2     | Delisa Walton-Floyd          | USA                   | 2:02,76    |
| 3     | Jarmila Kratochvílová        | Tschechoslowakei      | 2:03,06    |
| 4     | Rosa Colorado                | Spanien               | 2:03,40    |
| 5     | Soraya Telles                | Brasilien             | 2:03,55    |
| 6     | Ausa Mwendachabe             | Sambia                | 2:07,06    |
| 7     | Jacqueline Rasoazanamanalina | Madagaskar            | 2:11,27    |
| DNS   | Maria Lomba                  | São Tomé und Príncipe |            |

### Vorlauf 2
| Platz | Name                | Nation      | Zeit (min) |
| ----- | ------------------- | ----------- | ---------- |
| 1     | Ana Fidelia Quirot  | Kuba        | 2:01,99    |
| 2     | Mitica Junghiatu    | Rumänien    | 2:02,23    |
| 3     | Nathalie Thoumas    | Frankreich  | 2:02,54    |
| 4     | Essie Washington    | USA         | 2:02,61    |
| 5     | Selina Chirchir     | Kenia       | 2:02,90    |
| 6     | Jennifer Fisher     | Bermuda     | 2:09,04    |
| 7     | Mireille Sankatsing | Suriname    | 2:12,02    |
| DNS   | Sarmila Ray         | Bangladesch |            |

### Vorlauf 3
| Platz | Name               | Nation         | Zeit (min) |
| ----- | ------------------ | -------------- | ---------- |
| 1     | Christine Wachtel  | DDR            | 2:01,50    |
| 2     | Ljubow Gurina      | Sowjetunion    | 2:01,74    |
| 3     | Diane Modahl       | Großbritannien | 2:02,57    |
| 4     | Catalina Gheorghiu | Rumänien       | 2:03,04    |
| 5     | Angelita Lind      | Puerto Rico    | 2:04,59    |
| 6     | Puseletso Monkoe   | Lesotho        | 2:22,29    |
| 7     | Letticia Thomas    | Dominica       | 2:26,02    |
| DNS   | Andri Avraam       | Zypern         |            |

### Vorlauf 4
| Platz | Name                | Nation           | Zeit (min) |
| ----- | ------------------- | ---------------- | ---------- |
| 1     | Sigrun Wodars       | DDR              | 1:59,97    |
| 2     | Gabriela Sedláková  | Tschechoslowakei | 2:00,23    |
| 3     | Nadija Olisarenko   | Sowjetunion      | 2:00,28    |
| 4     | Mary Burzminski     | Kanada           | 2:01,62    |
| 5     | Joetta Clark        | USA              | 2:01,81    |
| 6     | Maria Akraka        | Schweden         | 2:02,24    |
| 7     | Zeina Boulos Neaime | Libanon          | 2:15,75    |
| DNS   | Kungu Bankombo      | Zaire            |            |

## Halbfinale
30. August 1987
In den beiden Halbfinalläufen qualifizierten sich die jeweils ersten drei Athletinnen – hellblau unterlegt – sowie die darüber hinaus zwei zeitschnellsten Läuferinnen – hellgrün unterlegt – für das Finale.

### Halbfinallauf 1

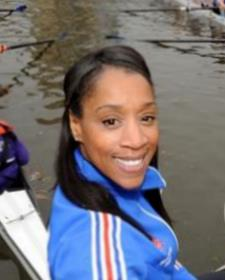
Diane Modahl – Rang sechs im ersten Halbfinale und damit ausgeschieden

| Platz | Name                  | Nation           | Zeit (min) |
| ----- | --------------------- | ---------------- | ---------- |
| 1     | Ana Fidelia Quirot    | Kuba             | 1:57,96    |
| 2     | Sigrun Wodars         | DDR              | 1:58,06    |
| 3     | Ljubow Gurina         | Sowjetunion      | 1:58,16    |
| 4     | Jarmila Kratochvílová | Tschechoslowakei | 1:58,65    |
| 5     | Slobodanka Čolović    | Jugoslawien      | 1:58,85    |
| 6     | Diane Modahl          | Großbritannien   | 1:59,34    |
| 7     | Essie Washington      | USA              | 2:02,65    |
| 8     | Mary Burzminski       | Kanada           | 2:03,72    |

### Halbfinallauf 2

Als Siebte ihres Halbfinalrennens erreichte Maria Akraka (hier im Jahr 2013) nicht das Finale

| Platz | Name                | Nation           | Zeit (min) |
| ----- | ------------------- | ---------------- | ---------- |
| 1     | Christine Wachtel   | DDR              | 2:01,47    |
| 2     | Nadija Olisarenko   | Sowjetunion      | 2:01,63    |
| 3     | Mitica Junghiatu    | Rumänien         | 2:01,65    |
| 4     | Gabriela Sedláková  | Tschechoslowakei | 2:02,27    |
| 5     | Delisa Walton-Floyd | USA              | 2:02,45    |
| 6     | Nathalie Thoumas    | Frankreich       | 2:03,90    |
| 7     | Maria Akraka        | Schweden         | 2:05,20    |
| 8     | Joetta Clark        | USA              | 2:06,10    |

## Finale

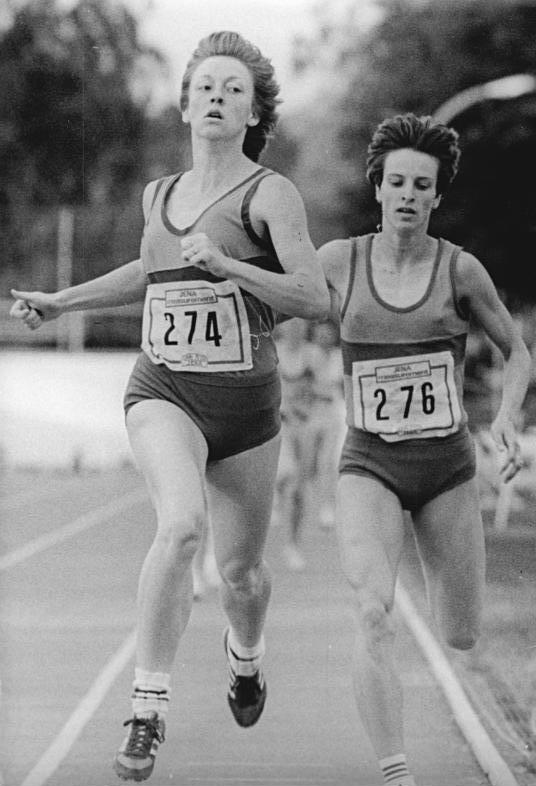
Weltmeisterin Sigrun Wodars (rechts) und Silbermedaillengewinnerin Christine Wachtel bei einem Rennen 1988 mit umgekehrtem Ausgang

31. August 1987
| Platz | Name                  | Nation           | Zeit (min) |
| ----- | --------------------- | ---------------- | ---------- |
| 1     | Sigrun Wodars         | DDR              | 1:55,26 NR |
| 2     | Christine Wachtel     | DDR              | 1:55,32    |
| 3     | Ljubow Gurina         | Sowjetunion      | 1:55,56    |
| 4     | Ana Fidelia Quirot    | Kuba             | 1:55,84 AM |
| 5     | Jarmila Kratochvílová | Tschechoslowakei | 1:57,81    |
| 6     | Mitica Junghiatu      | Rumänien         | 1:59,66    |
| 7     | Nadija Olisarenko     | Sowjetunion      | 2:00,28    |
| 8     | Slobodanka Čolović    | Jugoslawien      | 2:02,09    |

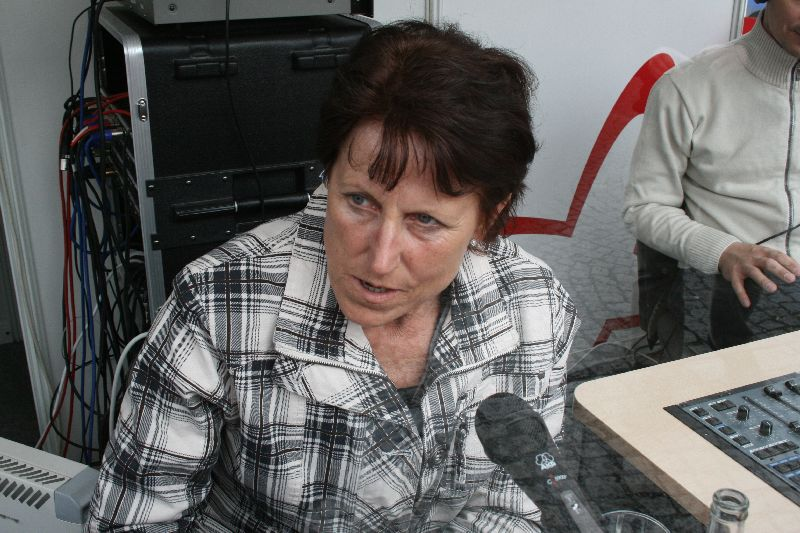
Die Titelverteidigerin Jarmila Kratochvílová (hier im Jahr 2012), über 400 Meter auch Weltmeisterin von 1983, Olympiazweite von 1980 und Vizeeuropameisterin von 1982, belegte am Ende ihrer großen Karriere noch einmal einen fünften Rang
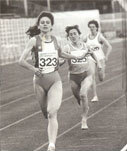
Platz acht für Slobodanka Čolović

## Video
- 1987 World - Rome 800m Women Final auf youtube.com, abgerufen am 1. April 2020